# Japanske regije
Regije Japana nisu službene upravne jedinice, ali tradicionalno se upotrebljavaju kao regionalna podjela Japana u brojnim kontekstima. Primjerice, karte i zemljopisni udžbenici dijele Japan u osam regija, vremenska izvješća obično daju vrijeme od regije do regije, a mnoge tvrtke i institucije koriste se regijom svojega sjedišta kao dijelom imena (željeznice Kinki Nippon, banka Chūgoku, Tōhoku University i tako dalje).
Od sjevera do juga, tradicionalne regije jesu:
- Hokkaido (otok Hokkaido i obližnji otoci, broj stanovnika: 5.507.456, najveći grad: Sapporo)
- Tōhoku (sjeverni Honshu, broj stanovnika: 9.335.088, najveći grad: Sendai)
- Kantō (istočni Honshu, broj stanovnika: 42.607.376, najveći grad: Tokyo)
  - Otoci Nanpō: dio Tokyo Metropolisa
- Chūbu (središnji Honshu, uključujući Fuji, broj stanovnika: 21.714.995., Najveći grad: Nagoya), ponekad podijeljen na:
  - Hokuriku (sjeverozapadna Chūbu, najveći grad: Kanazawa)
  - Kōshin'etsu (sjeveroistočna Chūbu, najveći grad: Niigata)
  - Tōkai (južna Chūbu, najveći grad: Nagoya)
- Kansai ili Kinki (zapadno-centralni Honshu, broj stanovnika: 22.755.030, najveći grad: Osaka)
- Chūgoku (zapadni Honshu, broj stanovnika: 7.561.899, najveći grad: Hiroshima)
- Shikoku (otok, broj stanovnika: 3.977.205, najveći grad: Matsuyama)
- Kyushu (otok, broj stanovnika: 14.596.977, najveći grad: Fukuoka), a uključuje:
  - Otoci Ryukyu (Nansei-shotō)
    - Otoci Satsunan: dio prefekture Kagoshima
    - Ryukyu-shotō i otoci Daito: Okinawa

Svaka regija sadrži nekoliko prefekturi, osim regije Hokkaido, koja pokriva samo otok Hokkaido.